# Сеноко (электростанция)
Электростанция Сеноко — крупнейшая электростанция в Сингапуре. Расположена в деревне Сеноко (англ.), район Сембаванг. Строительство начато в 1976 году. Принадлежит компании Senoko Energy Pte Ltd (англ.), ранее известной как Senoko Power Ltd.

## Описание
На площадке станция размещены 4 энергоблока. Первая очередь введена в 1976 году. Вторая очередь, введенная в эксплуатацию в 1979 году, включает 3 турбоагрегата мощностью 250 МВт каждый. Третья очередь введена в 1983 году, включает 2 турбоагрегата мощностью в 250 МВт каждый.
Изначально станция использовала в качестве основного топлива сырую нефть, но с 1992 года она заменена на природный газ, подаваемый по трубопроводу из Тренгану на восточном побережье Малайского полуострова. Сырая нефть остаётся резервным топливом.
| Plant development stage | Дата ввода                          | Статус                                          | Стоимость, синг. доллары | Мощность    | Тип                     | Производитель турбин |
| ----------------------- | ----------------------------------- | ----------------------------------------------- | ------------------------ | ----------- | ----------------------- | -------------------- |
| I очередь               | 1976                                | выведена из эксплуатации Repowered to CCP 3 - 5 | 600 млн                  | 3 x 250 МВт | паротурбинная установка | Hitachi              |
| II очередь              | 1979                                |                                                 |                          | 3 x 250 МВт | паротурбинная установка |                      |
| III очередь             | июнь 1983 ноябрь 1983               | действующая                                     | 400 млн                  | 2 x 250 МВт | паротурбинная установка | Hitachi              |
| CCP 1 & 2               | 1994                                | действующая                                     | 450 млн                  | 2 x 425 МВт | парогазовая установка   | Siemens              |
| CCP 3 - 5               | февраль 2002 июль 2004 декабрь 2004 | действующая                                     |                          | 3 x 365 МВт | парогазовая установка   | Alstom               |

В 1992 году пожар на станции привёл к выходу из строя одной из энергетических установок, что повлекло масштабные отключения электроэнергии по всему острову.